# Eumyias additus
Eumyias additus là một loài chim trong họ Muscicapidae.